# Carvilia obscura
Carvilia obscura är en bönsyrseart som beskrevs av Fabricius 1781. Carvilia obscura ingår i släktet Carvilia och familjen Mantidae. Inga underarter finns listade i Catalogue of Life.